# 鲁瓦 (索姆省)
鲁瓦（法語：Roye，法語發音：[ʁwa]），法国北部城市，上法兰西大区索姆省的一个市镇，隶属于蒙迪迪耶区，其市镇面积为15.6平方公里，2022年1月1日时人口数量为5,748人，在法国城市中排名第1,916位。
鲁瓦位于索姆省东南部，是一个区域性的中心城市，A1高速公路和多条省道在此交汇。欧洲农产品加工商KWS Saat在鲁瓦建有一处加工厂。

## 地名来源

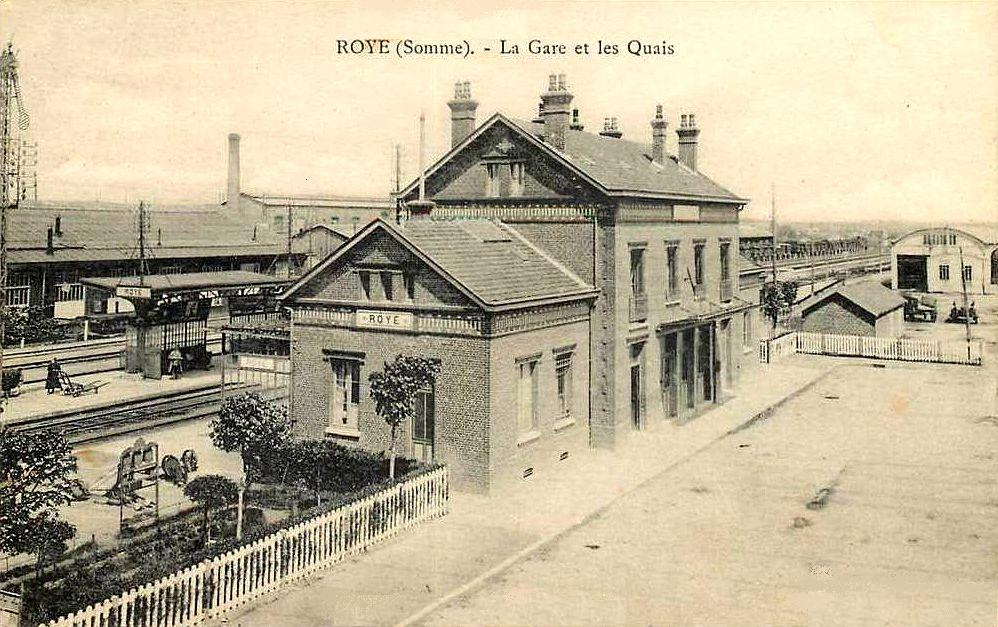
20世纪初的鲁瓦火车站

“鲁瓦”一名最初以“Rodium”的形式出现于波伊庭格地图中，其具体含义及来源尚有待考证。

## 历史
鲁瓦早在罗马时期就已成为一个交通驿站，连接里昂和布洛涅的道路和几条地方道路在此交汇。中世纪时期，鲁瓦属于皮卡第行省，该区域多次遭遇外敌入侵。12世纪后，鲁瓦成为一座边境城市，当地建成了大规模的防御工事。1659年，随着《比利牛斯条约》的签订，阿图瓦划入法国，鲁瓦不再成为一座边境城市，当地的防御设施逐渐被废弃。17至18世纪间，多名法兰西国王曾途经或短居于鲁瓦。法国大革命时期，革命军格拉克斯·巴貝夫曾在鲁瓦建立共和联盟，鲁瓦也一度被更名为“自由阿夫尔”，后成为索姆省的一个市镇。工业革命期间，鲁瓦成为一个铁路枢纽。第一次世界大战期间，鲁瓦多次遭遇轰炸，其中1918年的皇帝會戰对鲁瓦造成了严重的破坏。第二次世界大战期间，鲁瓦境内又有约三分之一的建筑被损毁。二战后，途径鲁瓦的铁路因客流过小而纷纷关闭，连接巴黎和里尔之间的A1高速公路从鲁瓦经过。

## 地理

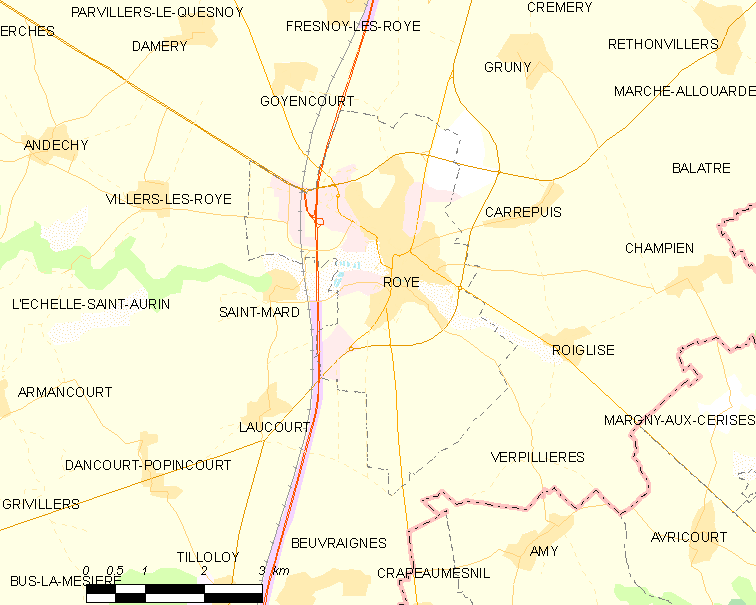
鲁瓦市镇范围地图

鲁瓦位于法国北部，上法兰西大区中南部和索姆省东南部，距离省会亚眠大约42公里。与鲁瓦接壤的市镇包括：格吕尼、伯夫赖涅、卡雷皮、瓜扬库尔、洛库尔、鲁瓦格利斯、圣马尔、韦尔皮利耶尔、维莱莱鲁瓦。

### 地形
鲁瓦位于皮卡第平原东南部腹地，境内地势较为平坦，全境海拔在67到96米之间。

### 水文
阿夫尔河自东向西流经鲁瓦境内，该河是索姆河的支流。

### 植被
鲁瓦属于温带落叶林区，市区内的主要绿地主要分布于河流两岸。
在鲜花城市的评比中，鲁瓦暂未被评级。

### 气候
鲁瓦在柯本气候分类法中属于温带海洋性气候。

## 行政区划
鲁瓦是法国上法兰西大区索姆省的一个市镇，编号为80685。鲁瓦隶属于蒙迪迪耶区和索姆省第五选区，管理鲁瓦县，同时也是大鲁瓦市镇公共社区的核心城市之一。
法国国家统计与经济研究所（简称）在进行数据统计时，将鲁瓦单独设为鲁瓦城市核心区，并将包括核心区在内的周边共5个市镇划为鲁瓦城市区。自2020年起，鲁瓦城市区被包含35个市镇的鲁瓦城市辐射区代替。此外，还将鲁瓦市镇整体看作一个“块区”（IRIS）。

## 交通

### 公路
A1高速公路从鲁瓦市区西部经过，并设有12号出入口与市区连接，此外多条索姆省省道在鲁瓦境内交汇，上法兰西大区下属的城际客运提供巴士线路，可前往省会亚眠以及该省东部的阿姆。
2017年，66.6%的鲁瓦家庭拥有至少一辆私人汽车。2019年，鲁瓦境内共发生各类交通事故5起，造成1人遇难，4人受伤。

### 铁路
鲁瓦位于圣瑞斯特昂绍塞－杜埃铁路上，该铁路鲁瓦附近的路段已废弃。北部高速铁路经过鲁瓦附近但未设车站。距离鲁瓦最近的运营中的客运铁路车站为内勒站，该站停靠往返于亚眠和拉昂之间的区域列车。

### 航空
距离鲁瓦最近的民用航空站为巴黎戴高乐机场，距离鲁瓦市中心的公路里程约87公里，可通过高速公路直连。

### 城市公共交通
鲁瓦暂无城市公共交通系统。

## 政治

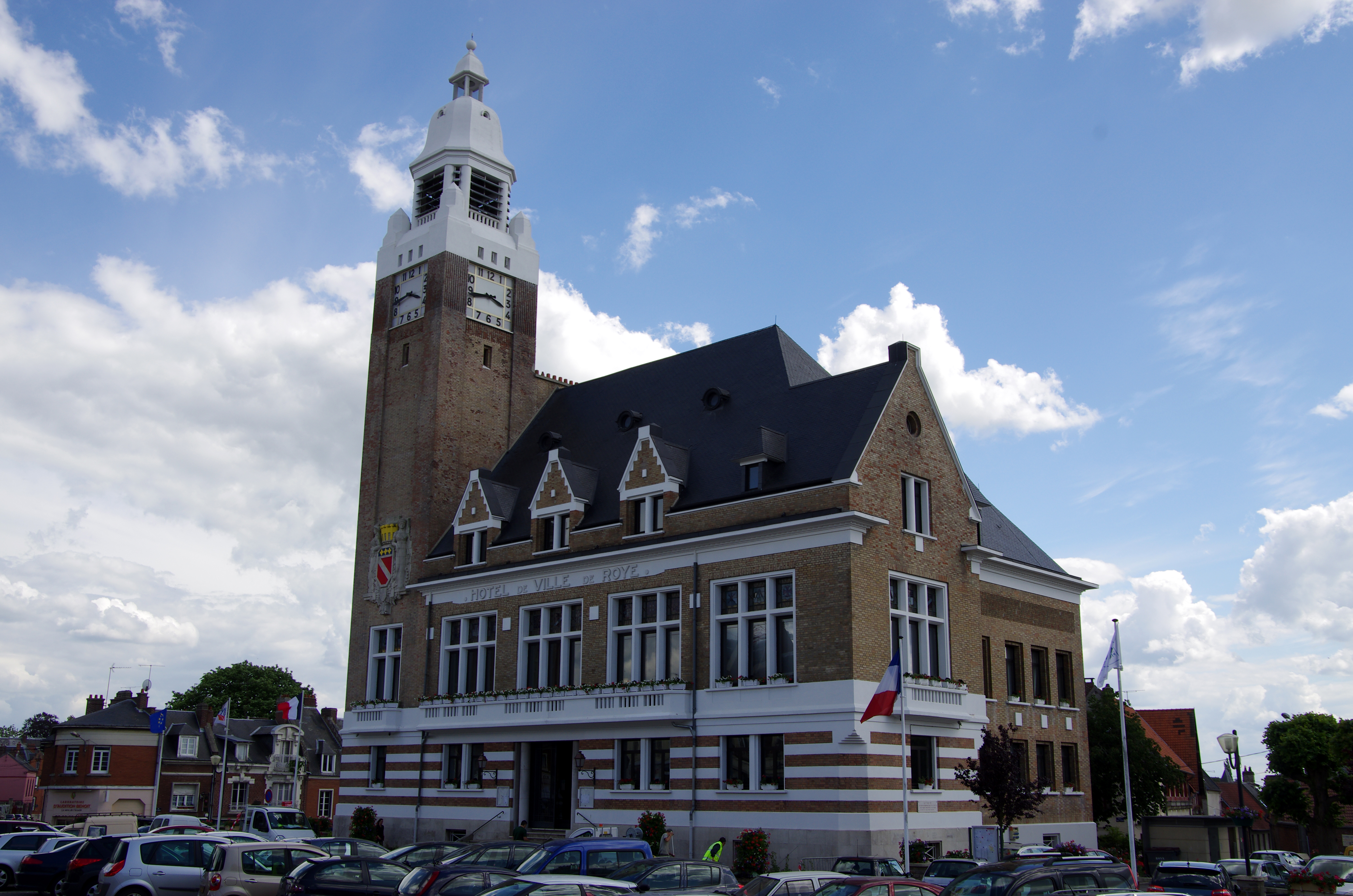
鲁瓦市政厅

鲁瓦的现任市长为帕斯卡尔·德尔内夫先生（Pascal Delnef），他是社会党的一名成员，在2020年的市政选举中获得了74.41%的支持率。
在2017年的法国总统大选中，法国国民阵线主席玛丽娜·勒庞在鲁瓦获得了52.83%的支持率。

## 人口
2018年，鲁瓦市镇人口数量为5,709，在法国排名第1,916位。其中男性2,724人，女性3,062人，75岁及以上人口占9.5%，外籍人口数量为1,364人，人口密度为367人/平方公里，当地居民被称为（男性）或（女性）。2019年，鲁瓦境内出生54人，死亡人口97人。
| 年份   | 1936  | 1946  | 1954  | 1962  | 1968  | 1975  | 1982  | 1990  | 1999  | 2006  | 2007  | 2008  | 2013  | 2018  |
| ------ | ----- | ----- | ----- | ----- | ----- | ----- | ----- | ----- | ----- | ----- | ----- | ----- | ----- | ----- |
| 人口數 | 4,956 | 4,390 | 4,635 | 4,912 | 5,211 | 6,265 | 6,650 | 6,333 | 6,529 | 6,268 | 6,233 | 6,199 | 6,061 | 5,709 |

## 经济
鲁瓦是一个区域性的中心城市，当地共有各类用人单位677家，平均历史为16年，其中96.6%为中小型企业（PME）。（农产品销售）、（塑料制品生产）及（农具销售）是当地2019年营业额最高的三个企业，分别为5,573,990欧元、4,085,139欧元和2,936,097欧元。

## 财政收入
2019年，鲁瓦的财政收入总额为8,607,830欧元，财政支出总额为7,959,200欧元，当年的债务总额为8,521,000欧元。 2020年，鲁瓦共获得844,854欧元的国家财政补助，比上一年减少了0.06%。
2017年，鲁瓦的人均月收入总额为1,944欧元，其中高级职员为3,369欧元，低于法国平均水平（4,214欧元）；中级职员为2,384欧元，高于法国平均水平（2,353欧元）；普通职员为1,617欧元，低于法国平均水平（1,690欧元）。
2017年，鲁瓦境内的青壮年（15至64岁）失业率为21%，当地37.3%的家庭拥有纳税资格，平均纳税2,328欧元，低于法国平均水平（3,888欧元）。

## 社会事务

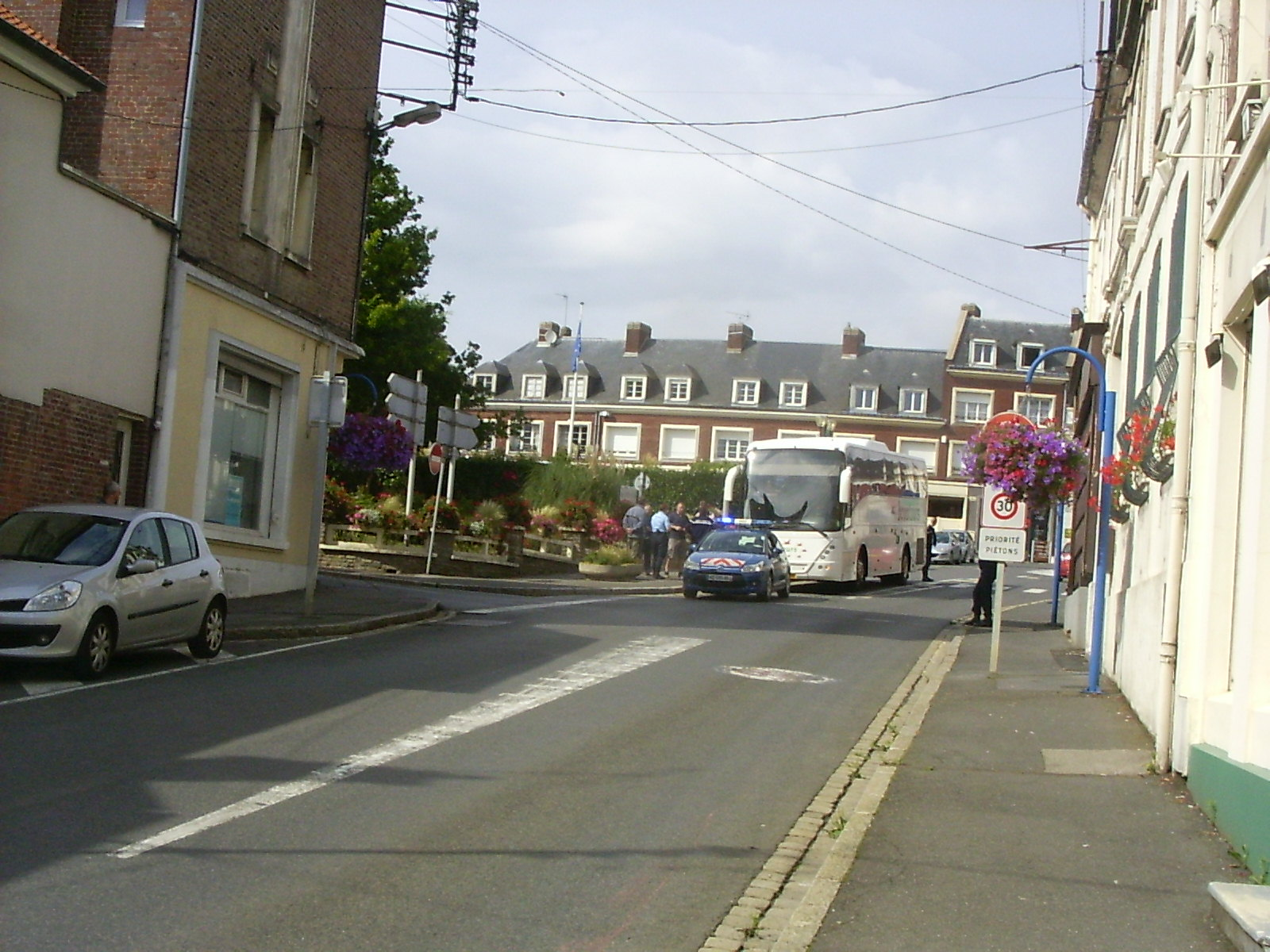
鲁瓦街头

### 教育
鲁瓦属于亚眠学区。截止2019年1月1日，鲁瓦境内共有2所幼儿园、3所小学和2所初级中学。2018至2019学年度，鲁瓦境内共有在校中等教育阶段学生860名。

### 医疗
截止2019年1月1日，鲁瓦境内共有全科医生10名、保健师5名、牙医1名、护士11名、眼科医生1名、皮肤科医生1名和助产士1名。境内共有药房3家、养老院1家、残疾人帮扶中心0家。
鲁瓦是“蒙迪迪耶-鲁瓦市际中心医院”（Centre Hospitalier Intercommunal Montdidier - Roye）的服务范围，后者是法国的一个区域性医疗机构，在鲁瓦市区设有一处共有314个床位的病区，是当地规模最大的公立综合性医院。

### 住房
2017年，鲁瓦境内共有各类住房2,978套，其中67.9%为独立式居民区，31.6%为集中式居民区。常住房屋占鲁瓦市镇范围内居民建筑总量的86.8%。
在住房保障政策方面，2017年，鲁瓦境内共有843户家庭获得了住房经济补助，受益人数占总人口数量的14.6%，其中824份为房租补助。

### 商业
2019年，鲁瓦境内共有各类实体商铺186家，其中餐厅31家、大型超市7家、面包房4家、肉铺3家、书店3家、装饰品店4家、银行门店9家、美容美发店15家、汽车维修店17家。市区西北部建有开放式商业街区。

### 体育
2019年，鲁瓦境内共有1家游泳池、2间体育馆、1座综合体育场、6处网球场、4处足球或橄榄球场以及1处篮球或排球场。
截至2021年4月，鲁瓦境内共有两支注册足球队，2020至2021赛季均参加索姆省足球联赛。

### 环境
鲁瓦的环境事务由其所属的公共社区负责。2019年，鲁瓦境内共有1家污染企业。

### 治安
2019年，鲁瓦市镇范围内有1处宪兵队。
2014年，鲁瓦及附近地区共发生各类案件2,448起，其中盗窃类案件1,598起，经济类案件193起，毒品交易类案件51起。

## 文化
2019年，鲁瓦境内有1家电影院。鲁瓦市政府提供多媒体中心，向公众全年开放。

### 建筑
鲁瓦境内有多处法国国家文物保护单位，其中圣伯多禄教堂、圣吉勒教堂等为当地的代表性建筑物。

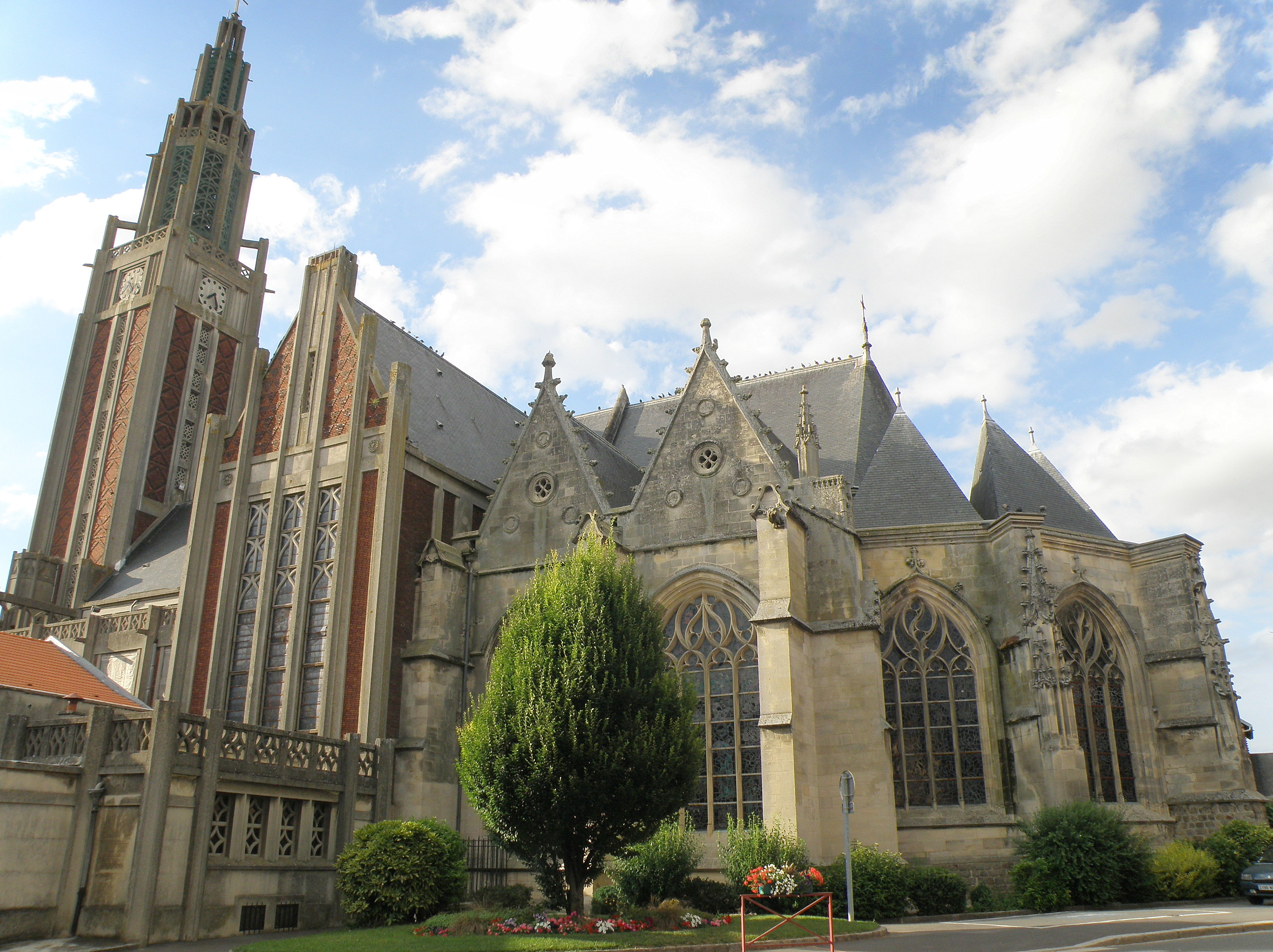
圣伯多禄教堂（法语：Église Saint-Pierre de Roye）
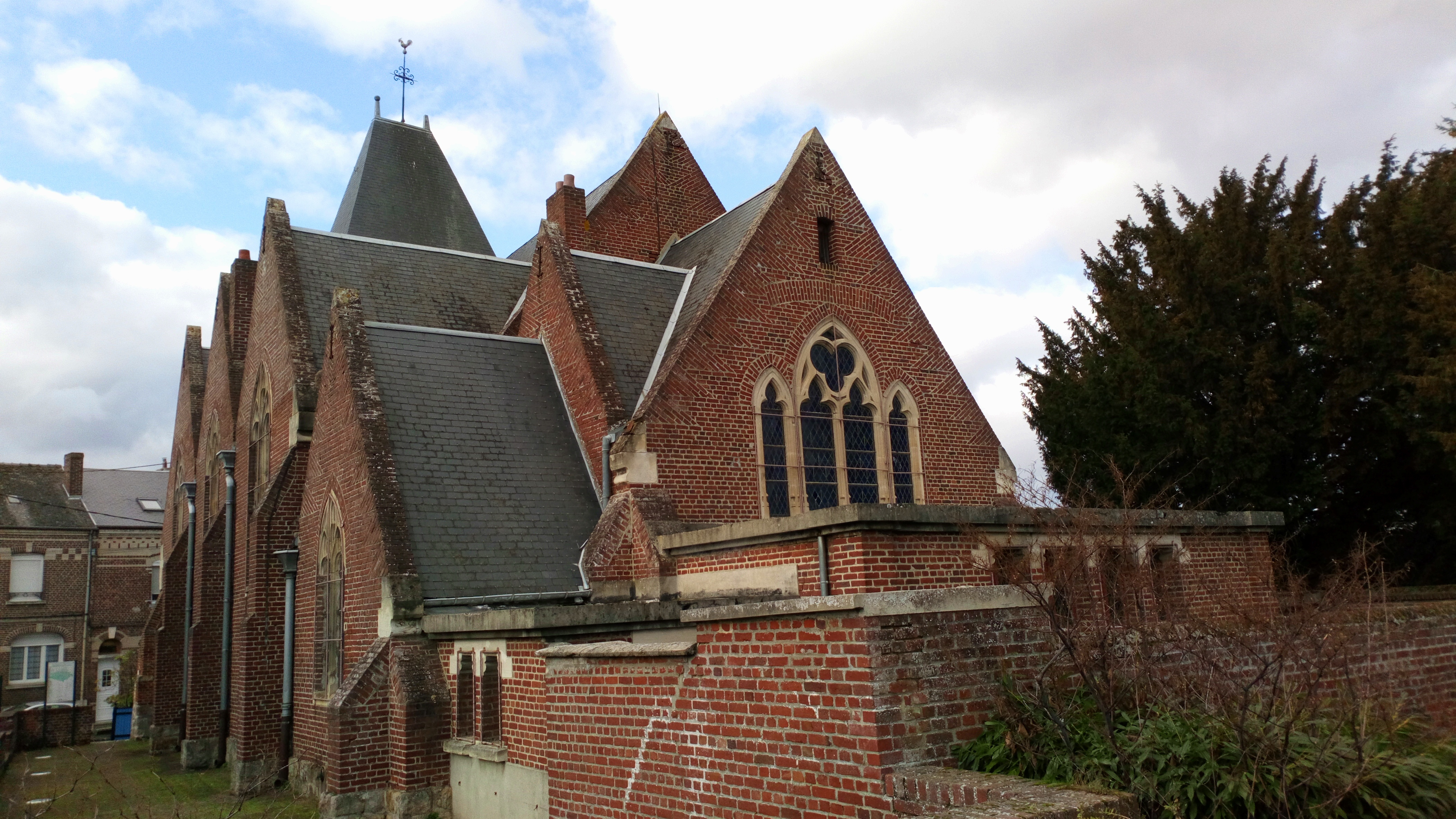
圣吉勒教堂
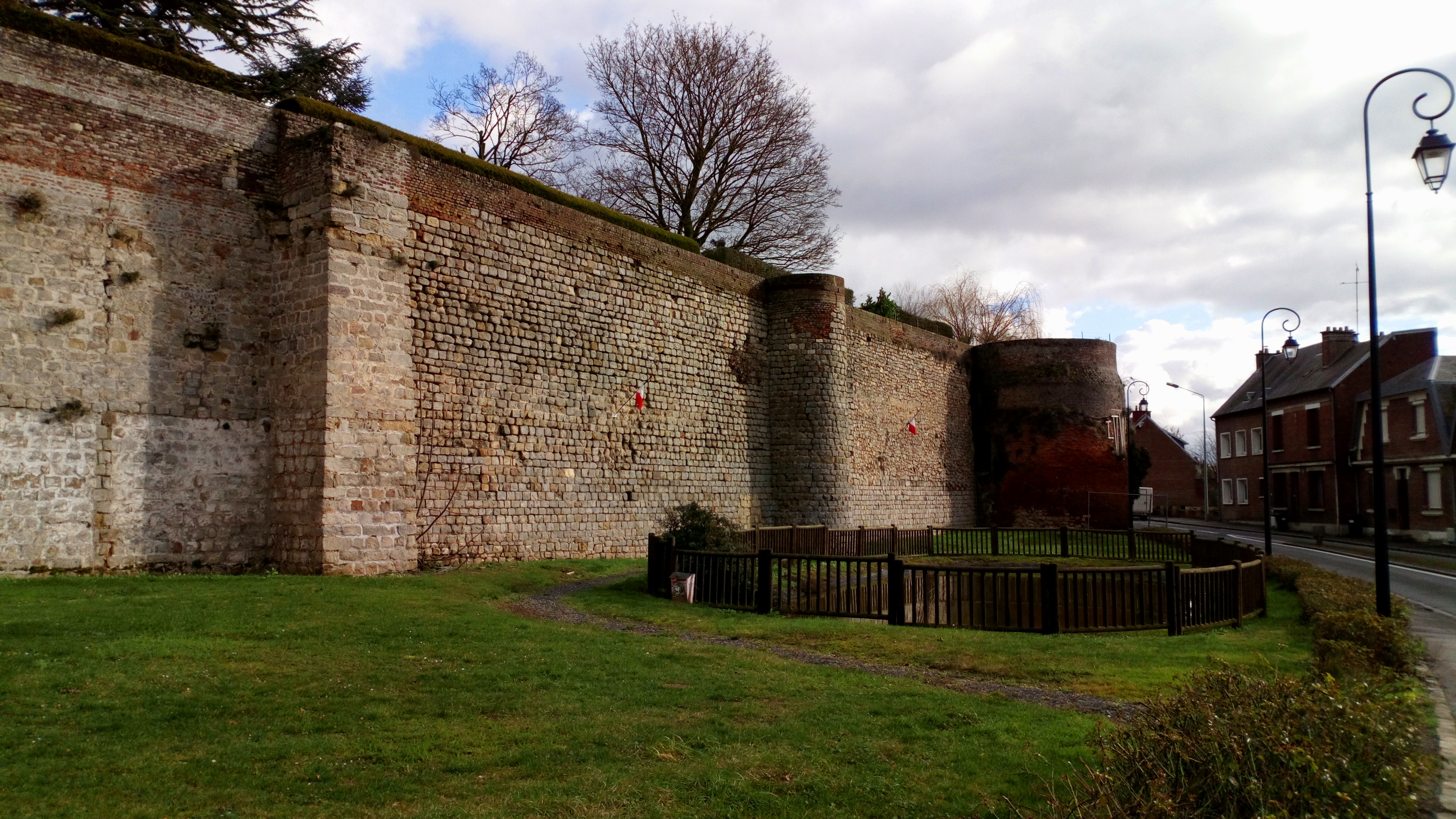
鲁瓦城墙旧址
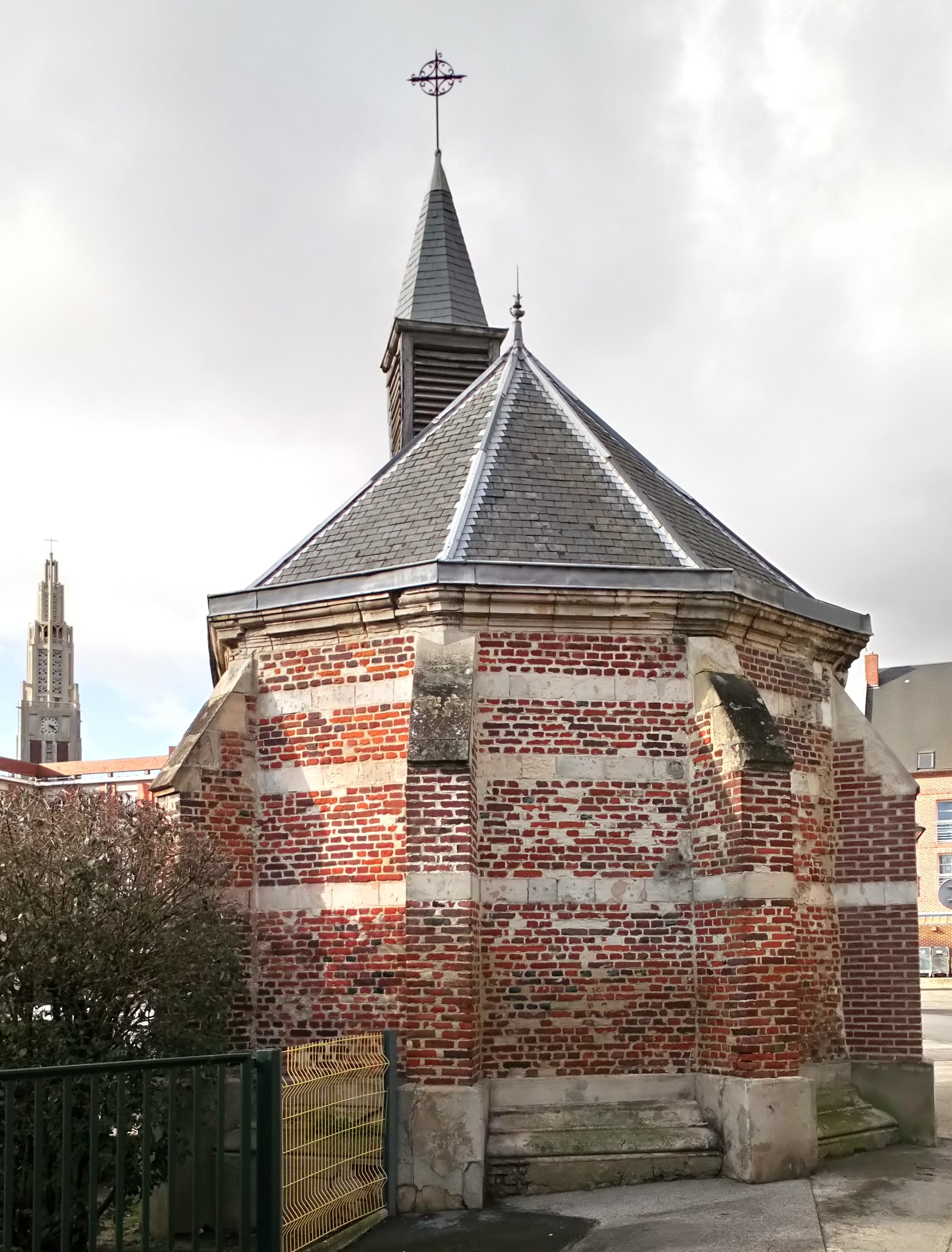
和平圣母小教堂
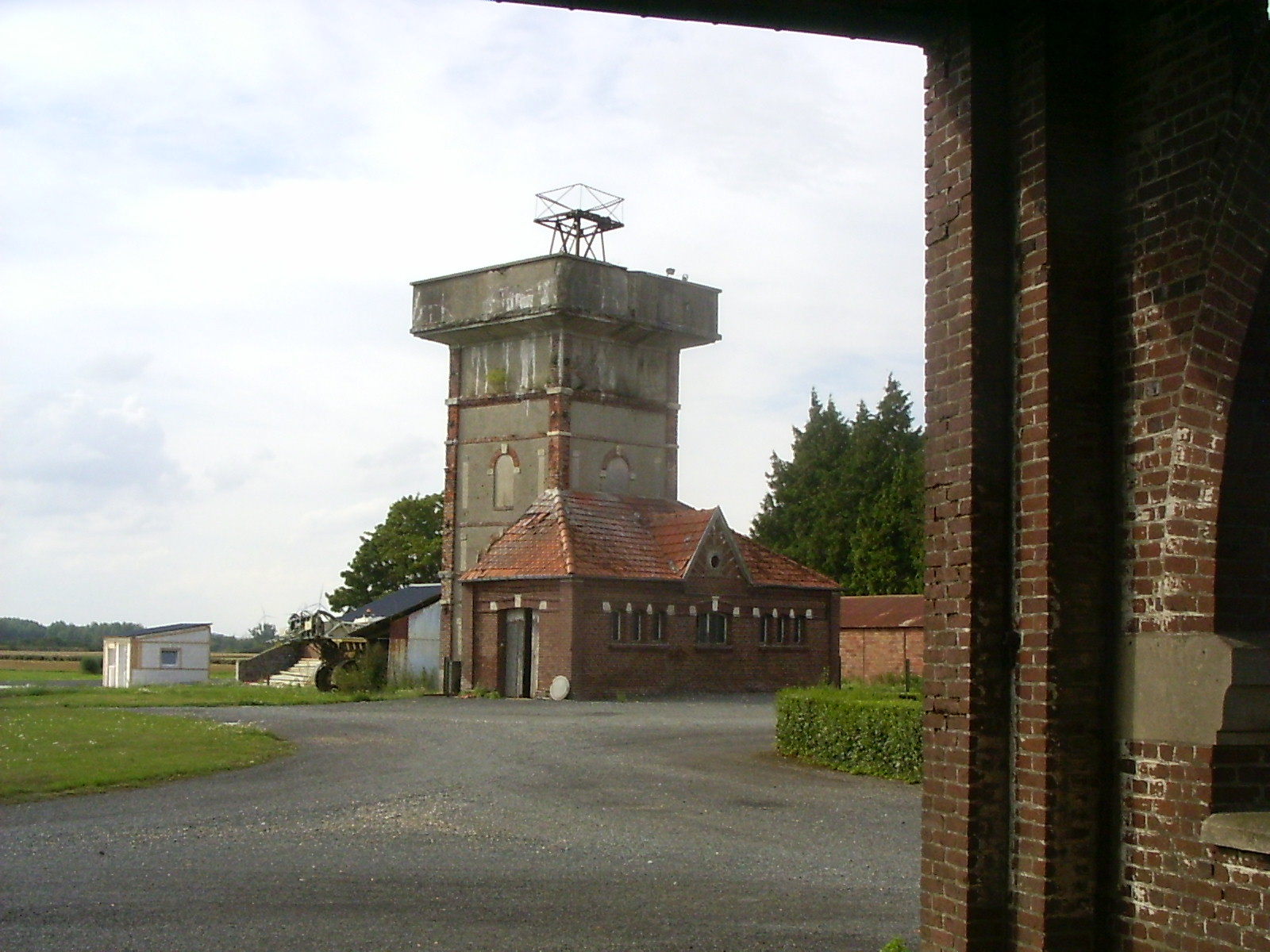
空军基地旧址
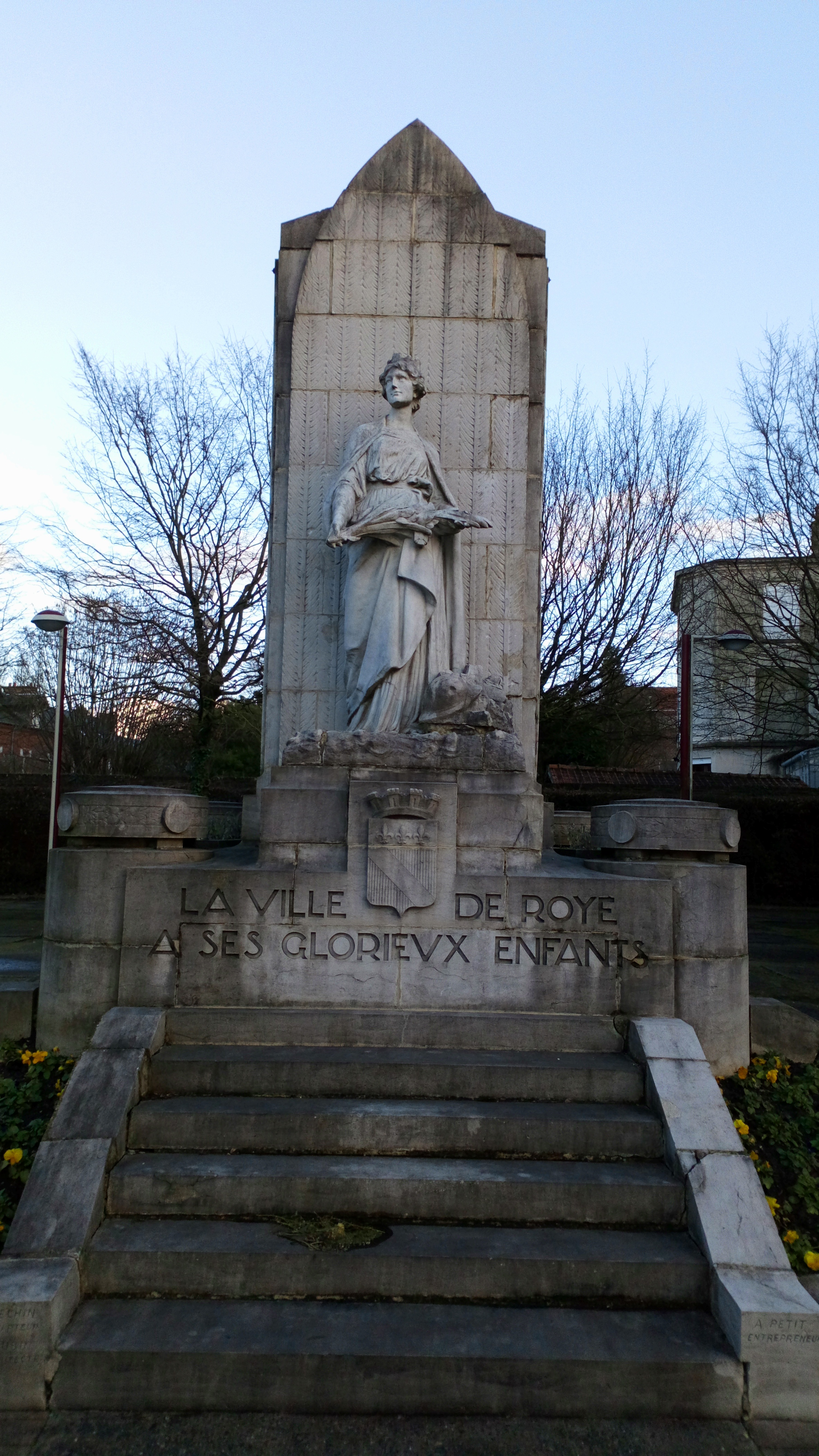
烈士纪念碑

### 旅游
鲁瓦的旅游事务由其所属的公共社区负责。2020年，鲁瓦境内共有1家宾馆共计59间房间。

### 媒体
法国主要的媒体均可在鲁瓦接收，法国电视三台下属的上法兰西大区频道在部分时段播出鲁瓦所属区域的地方新闻。

## 友好城市
截至2021年4月，鲁瓦共与一座城市互为友好城市关系：
- 德国 韦德马克